# Limone Piemonte
Limone Piemonte er en italiensk by (og kommune) i regionen Piemonte i Italien med omkring 1.351(2023) indbyggere. 